# ترایواگو
ترایواگو (انگلیسی: Trivago) شرکت گردشگری آلمانی است، که در سال ۲۰۰۵ توسط رولف شرومگنز و اشتفان استابنر تأسیس شد و هم‌اکنون زیرمجموعه‌ای از شرکت اکسپدیا می‌باشد.